# André Salzet
 (avril 2013).
André Salzet, est un comédien français, est né le 17 février 1957 à Notre-Dame-d'Aliermont.

## Biographie
Après des études supérieures de mathématiques au lycée Saint-Louis (Paris), il suit, de 1984 à 1987, les cours de théâtre de l'école Charles Dullin ayant pour professeurs Robin Renucci, Yves Kerboul, Charles Charras ; il complète sa formation par la pratique du chant, de l'improvisation, du clown, de la commedia dell' Arte. Il participe à des ateliers d'interprétation sous la direction de Pierre Débauche, Elise Noiraud et Jean-Philippe Daguerre.
À la sortie de l'école Dullin, il rentre dans la troupe de l'Épée de Bois (Cartoucherie de Vincennes) où il joue de 1987 à 1989 sous la direction d'Antonio Díaz-Florián des pièces du théâtre élisabéthain "Volpone" de Ben Jonson et "Tamerlan" de Christopher Marlowe.
Cette même année 1989, il joue quelques mois avec la troupe du Théâtre du Soleil, le temps du tournage du film réalisé par Ariane Mnouchkine La Nuit miraculeuse.
De 1990 à 1995, il met en scène et joue des pièces adaptées de Maupassant (Canapés Maupassant), Boris Vian (Une vie en forme d'arête), Marivaux (La double inconstance).
1996 est une année décisive : il adapte en monologue Le Joueur d'échecs de Stefan Zweig et demande à Yves Kerboul d'en faire la mise en scène. Ce spectacle concrétise sa démarche de faire vivre sur scène des textes littéraires.
Il interprète ensuite : La Colonie pénitentiaire de Franz Kafka mise en scène de Laurent Caruana, Effroyables Jardins de Michel Quint mise en scène de Márcia de Castro, Le Roi et la Reine de Ràmon Sender mise en scène de Márcia de Castro, Rêves d'amour d'après Guy de Maupassant (spectacle théâtral et musical - mandoline) mise en scène de Gilbert Epron.
En 2009, il fête la 1000ème de son spectacle Le Joueur d'échecs, en  2013 et 2016, il le reprend au Théâtre du Lucernaire et fête à cette occasion les 20 ans du spectacle.
En 2018, il crée en 2017 au Théâtre du Lucernaire Madame Bovary de Flaubert, spectacle mis en scène par Sylvie Blotnikas. Il le reprend au Festival d'Avignon 2018.
En 2020, il crée Boule de suif de Guy de Maupassant, spectacle mis en scène par Sylvie Blotnikas.
Il est en tournée en 2021 avec Le Joueur d'échecs, Madame Bovary et Boule de suif.
Au cinéma, on a pu le voir dans 120 battements par minute de Robin Campillo, Les filles de Reims de Julien Hallard, Orpheline d'Arnaud des Pallières, Planétarium de Rebecca Zlotowski, Paul et Léna de Vincent Rodella.

## Théâtre
- Volpone de Ben Jonson 1988
- Tamerlan de Christopher Marlowe, mis en scène par Antonio Díaz-Florián 1989
- Farces médiévales 1990
- Cabaret Maupassant 1992
- Une vie en forme d'arête de Boris Vian 1994
- Le Joueur d'échecs de Stefan Zweig 1996
- La confusion des sentiments de Stefan Zweig 2001
- Canapės Maupassant 2003
- La colonie pėnitentiaire de Franz Kafka 2007
- Anatole d'Arthur Schnitzler 2008
- Effroyables Jardins de Michel Quint 2009
- Requiem pour un paysan espagnol de Ràmon Sender 2011
- Le Roi et la Reine de Ràmon Sender 2011
- Rêves d'amour d'après Guy de Maupassant 2014
- Le Joueur d'échecs de Stefan Zweig (1250e, 20 ans de représentations) au Théâtre du Lucernaire été 2016
- Boule de Suif de Guy de Maupassant au Théâtre du Lucernaire 2020
- Le Minotaure de Marcel Aymé 2021

## Filmographie
- 1989 : La Nuit miraculeuse d'Ariane Mnouchkine, Thėâtre du Soleil
- 2015 : apparition dans Orpheline d'Arnaud des Pallières
- 2015 : apparition dans Planetarium de Rebecca Zlotowski